# Эльсниц (Фогтланд)
Эльсниц (нем. Oelsnitz) — город в Германии, районный центр, расположен в земле Саксония.
Подчинён земельной дирекции Кемниц. Входит в состав района Фогтланд. Население составляет 11323 человека (на 31 декабря 2010 года). Занимает площадь 53,63 км². Официальный код — 14 1 78 470.
Город подразделяется на 10 городских районов.